# Ace Ventura: Operació Àfrica
Ace Ventura: Operació Àfrica (títol original: Ace Ventura: When Nature Calls) és una pel·lícula estatunidenca de Steve Oedekerk estrenada el 1995. Ha estat doblada al català.

## Argument
Com que no ha pogut salvar un Ós rentador perdut en una alta muntanya, Ace Ventura s'ha retirat a un monestir budista al Tibet. Però, un estrany personatge li ofereix molts diners per trobar l'animal sagrat d'una tribu i Ace Ventura marxa cap a Nibia, un país imaginari d'Àfrica, per agafar un ratpenat blanc sagrat, Chickaka, desaparegut abans que no esclatés un conflicte entre les tribus Wachati i Wachootoo.

## Repartiment
- Jim Carrey: Ace Ventura
- Ian McNeice: Fulton Greenwall
- Simon Callow: Vincent Cadby
- Bob Gunton: Burton Quinn
- Maynard Eziashi: Ouda
- Adewale Akinnuoye-Agbaje: Hitu
- Sophie Okonedo: la princesa Wachati, amant d'Ace Ventura
- Bruce Spence: Gahjii, el caçador
- Andrew Steel: Mick Katie, el caçador
- Arsenio 'Sonny' Trinidad: el monjo Ashram
- Michael Reid MacKay: el marit prim alias The Monopoly Guy
- Kristin Norton: la promesa del coronel Moutarde
- Kayla Allen: l'hostessa a l'avió
- Ken Kirzinger: el pilot de l'helicòpter
- Tom Grunke: Derrick McCane
- Damon Standifer: el cap Wachati
- Sam Motoana Phillips: el cap Wachootoo
- Danny D. Daniels: el bruixot Wachootoo
- Tommy Davidson: el petit guerrer Wachootoo
- Binks: Spike, el mico
- Dixie: Boba, l'elefant

## Al voltant de la pel·lícula
- El començament del film està molt inspirat en la història de Màxim risc
- Encara que es desenvolupa a Àfrica, el film ha estat girat a la regió de Charleston (Carolina del Sud), així com a San Antonio (Texas) i a Colúmbia Britànica (Canadà).
- Jim Carrey ha assolit el premi MTV Movie al millor actor còmic. Ja havia estat nominat per aquest premi per la obra precedent, però va perdre devant de Robin Williams. És la segona vegada que rep aquest premi, després de Dumb and Dumber (1994).
- A la versió original, quan Ace roda a tota velocitat per la jungla, canta Chitty Chitty Bang Bang.
- Premis 1995: Nominada als Premis Razzie: Pitjor remake o seqüela
- Crítica: "Una altra oportunitat per als incondicionals de Jim Carrey. Impresentable continuació del film que va llançar a la fama a l'inefable Carrey"[3]

## Saga Ace Ventura
1. Ace Ventura 1: Pet Detective de Tom Shadyac amb Jim Carrey (1994)
2. Ace Ventura: Operació Àfrica (Ace Ventura 2: When Nature Calls) de Steve Oedekerk amb Jim Carrey (1995)
3. Ace Ventura, sèrie de televisió animada de 39 episodis de 30 minuts cadascun (1996)
4. Ace Ventura 3 (telefilm) de David M. Evans (2008)
5. Ace Ventura: Pet Detective, vídeojoc per Windows (joc d'aventura de 7th Level)